# ماش (فلم)
ماش (بالإنجليزية: MASH) هو فيلم كوميدي تم إنتاجه في الولايات المتحدة وصدر في سنة 1970. الفيلم من إخراج روبرت ألتمان، استنادًا إلى رواية ريتشارد هوكر عام 1968 ماش: رواية عن ثلاثة أطباء الجيش، وأصبح أحد أكبر الأفلام في أوائل السبعينيات لشركة توينتيث سينشوري ستوديوز.

## طاقم التمثيل
- دونالد سثرلاند
- إليوت غولد
- توم سكيريت
- روبرت دوفال
- رينيه أوبرجونوا

## الميزانية والإيرادات
بلغت تكلفة إنتاج الفيلم حوالي 3,025,000 دولار بينما حقق أرباحا تقدر بـ 81,600,000 دولار.

### ترشيحات وجوائز
| السنة | الحدث  | الفئة     | النتيجة |
| ----- | ------ | --------- | ------- |
|       | أوسكار | أفضل فيلم | ترشـيـح |

## وصلات خارجية
- مقالات تستعمل روابط فنية بلا صلة مع ويكي بيانات